# 薬用植物指導センター
薬用植物指導センター（やくようしょくぶつしどうセンター、英: Medicinal Plants Center）は、富山県薬事総合研究開発センターの付設機関である。富山県中新川郡上市町に所在し、公立の薬用植物園として富山県植物公園ネットワーク（富山県植物公園連絡協議会）に属する。正式名称は「富山県薬事総合研究開発センター 薬用植物指導センター（Toyama Prefectural Institute for Pharmaceutical Research - Center for Medicinal Plant Resources）」。日本植物園協会会員。

## 概要
薬用植物の栽培普及を図り、あわせて山村振興の一助とするため、薬用植物の栽培・調製加工法の確立、種苗の供給および栽培普及指導を行っている。また、県民に薬草により親しんでもらうために、薬草観察会などを開催するとともに、薬草標本園を常時開放している。

## 富山シャクヤクのブランド化推進事業
2010年度（平成22年度）から、富山県はシャクヤクの付加価値を高めた「富山シャクヤク」のブランド化を図っている。センターで保有する約230の園芸品種の中から薬用として高品質で、かつ切花生産も可能な品種を選定し、その栽培普及と利用を推進し実現を目指している。中でも有効成分「ペオニフロリン」の値が高い「春の粧（）」を富山ブランドシャクヤクの品種として選出し、中山間地域を中心とした生産農家に種苗の供給と実生産依頼および栽培指導をしてきた。
2023年（令和5年）6月、春の粧が薬用養命酒の原料に採用された。

## 沿革
- 1967年（昭和42年）4月 - 富山県薬草園の設立
- 1967年（昭和42年）10月 - 庁舎の建設
- 1970年（昭和45年）10月 - 調製加工棟の建設
- 1980年（昭和55年）4月 - 富山県薬事研究所の付設機関となる
- 1983年（昭和58年）4月 - 薬用植物指導センターに改称
- 1987年（昭和62年）3月 - 本館とガラスハウスの建設
- 1988年（昭和63年）10月 - 薬草標本園の整備
- 1996年（平成8年）3月 - 薬草標本園の見学路の拡充およびボタン園の排水工事
- 1998年（平成10年）3月 - 駐車場の新設およびハーブ園の移設ならびに案内標識の設置
- 1999年（平成11年）6月 - 温室の新設
- 2002年（平成14年）3月 - 薬草標本園見学路の舗装
- 2010年（平成22年）3月 - シャクヤク園通路の整備
- 2018年（平成30年）4月 - 富山県薬事総合研究開発センター 薬用植物指導センターに改称
- 2019年（平成31年）4月 - 新研修棟整備

## 主な施設
- 標高：62 m
- 総面積：4.3 ha
- 施設：本館、調製加工棟、育苗ガラスハウス、生薬乾燥室
  - 栽培試験圃場：2.9 ha
  - 薬草標本園：0.9 ha（和漢薬原料植物、シャクヤク園、ハーブ園など）
  - 管理棟：0.37 ha